# Riley Stearns
Pour les articles homonymes, voir Stearns.
Riley Stearns, né le 29 juin 1986 à Austin (Texas), est un cinéaste américain.
Il est surtout connu pour avoir réalisé les films Faults et The Art of Self-Defense.

## Biographie
Riley Stearns naît le 29 juin 1986 à Austin, au Texas, et grandit à Pflugerville, au Texas. Il fréquente l'Université du Texas à Austin, mais abandonne après avoir été refusé par le programme de cinéma.
Voulant initialement être musicien, Stearns s'implique dans le cinéma après avoir visité divers plateaux de cinéma et après avoir été conseillé sur le fait d'être scénariste par le réalisateur de Final Destination 3, James Wong.
Stearns travaille comme scénariste pour l'émission Tower Prep de Cartoon Network et pour les séries télévisées Mon meilleur ennemi (My Own Worst Enemy) et Bionic Woman. Son court métrage The Cub est présenté en première au Festival du film de Sundance 2013 et également est présenté par Vice Media,.
Il sort son premier long métrage, Faults, en 2014. Il est ensuite repris dans la liste noire des meilleurs scripts non produits. de 2013 Stearns écrit et réalise un deuxième long métrage, The Art of Self-Defense, qui sort en 2019.

### Vie privée
En 2010, Riley Stearns épouse l'actrice Mary Elizabeth Winstead, rencontrée lors d'une croisière océanique en 2002. Elle joue dans ses deux premiers courts métrages, avant de jouer dans son premier long métrage, Faults, en 2014.
Le couple se sépare en 2017 et divorce cette année-là,.

## Filmographie partielle
| Année        | Titre                   | Crédité comme | Crédité comme | Crédité comme | Remarques                |
| Année        | Titre                   | Réalisateur   | Producteur    | Scénariste    | Remarques                |
| ------------ | ----------------------- | ------------- | ------------- | ------------- | ------------------------ |
| 2011         | Magnificat              | Oui           | Non           | Oui           |                          |
| 2012         | Casque                  | Oui           | Oui           | Oui           |                          |
| 2013         | The Cub                 | Oui           | Oui           | Oui           |                          |
| 2014         | Faults                  | Oui           | Non           | Oui           | Premier film             |
| 2019         | The Art of Self-Defense | Oui           | Non           | Oui           |                          |
| À déterminer | Dual                    | Oui           | Oui           | Oui           | Sundance 2022 : première |